# Поліщук Ігор Костянтинович
Поліщук Ігор Костянтинович (20 квітня 1952 — 9 березня 2024) — український теріолог, фахівець з охорони природи, екології тварин та аналізу степових фауністичних угруповань.

## Біографія
Ігор Поліщук народився у м. Рівне 20 квітня 1952 р. в родині службовців. Після закінчення середньої школи у 1969 р. короткий час працював електрослюсарем, а з наступного року проходив службу у Військово-морському флоті.
Протягом 1973–1978 рр. навчався на біологічному факультеті Київського державного університету ім. Т. Г. Шевченка, після закінчення якого отримав кваліфікацію біолог-зоолог, і був направлений на роботу до Інституту зоології АН УРСР, де трудився 13 років у відділі популяційної екології та охорони наземних хребетних. Названий інститут мав наукові стаціонари різного призначення. Один з них — для регулярного стеження за популяціями шкідливих гризунів — знаходився в смт. Чаплинка Херсонської області. Його й очолював з 1978 р. Ігор Костянтинович.
У 1979 р. згідно з договором про творчу співпрацю між Інститутом зоології та Інститутом тваринництва «Асканія-Нова» стаціонар перебазували до смт. Асканія-Нова, де під керівництвом І. Г. Ємельянова, з одного боку, та Є. П. Веденькова з другого, розпочалися біоценологічні дослідження. До роботи залучалися фахівці різних наукових галузей і результати сумісної багаторічної праці знайшли втілення у рукописі про заповідний степ, та, на жаль, монографія й досі не надрукована. Стаціонарна робота поєднувалась з експедиційною. За час роботи в Інституті зоології брав участь у більш ніж 40 експедиціях, в тому числі по прогнозуванню впливу на фауну ссавців будівництва та функціонування каналу Дунай-Дністер-Дніпро.
У 1980–1984 рр. він заочно навчався в аспірантурі при Українському науково-дослідному інституті тваринництва «Асканія-Нова» (УНДІТ), темою його дисертаційної роботи було з'ясування впливу домінуючих видів гризунів на рослинність цілинного степу «Асканія-Нова» та навколишніх агроценозів. У 1991 р. через фінансові труднощі стаціонар ліквідували, тому в жовтні цього ж року Ігор Костянтинович перевівся на посаду молодшого наукового співробітника УНДІТ при лабораторії біомоніторингу і заповідного степу, де вивчає фауну хребетних й понині. Після відокремлення заповідника у травні 1995 р. від УНДІТ він переведений на посаду старшого наукового співробітника.

## Науковий доробок
Ігор Костянтинович Поліщук має близько 70 публікацій, присвячених різноманітним групам асканійської фауни хребетних та популяційним явищам: впливу на рослинний та ґрунтовий покрив полівки гуртової, динаміці чисельності та біотопному розподілу теріофауни, акліматизації бабаків, екології степового орла, ролі сови болотяної в регуляції чисельності мишовидих гризунів, інвентаризації кажанів, рептиліям, рибам штучних водойм, рідкісним видам фауни та інші.
Є одним з провідних фахівців у галузі вивчення угруповань дрібних ссавців методом аналізу пелеток хижих птахів, зокрема сов. Зокрема, 2009 року ним видано унікальну методичну працю — «Досвід оцінки населення дрібних ссавців Біосферного заповідника „Асканія-Нова“ пелетковим методом»
Активний член Вченої ради, методичної комісії, редколегії наукового журналу "Вісті Біосферного заповідника «Асканія-Нова», національної школи теріологів та учасник наукових конференцій в Україні та за кордоном. Учасник нихки Теріологічних шкіл-семінарів. Надає постійні консультації юним натуралістам місцевої середньої школи та екскурсоводам, проводить заняття зі студентами.

## Основні публікації

### Монографічні видання
- Полищук И. К. Опыт оценки населения мелких млекопитающих Биосферного заповедника «Аскания-Нова» погадочным методом. — Аскания-Нова: Биосферный заповедник «Аскания-Нова», 2009. — 54 с.
- Гавриленко В. С., Листопадський М. А., Поліщук І. К., Думенко В. П. Конспект фауни хребетних Біосферного заповідника «Асканія-Нова» (з елементами популяційного аналізу) ; Нац. акад. аграр. наук України, Біосфер. заповідник «Асканія-Нова» ім. Ф. Е. Фальц-Фейна НААН України. — Асканія-Нова : Андрєєва М. М., 2010. — 119 с.

### Наукові статті
- Поліщук І. К., Реут Ю. О. Динаміка чисельності та структура стад копитних (Ungulata) у природному ядрі заповідника «Асканія-Нова» //Вісті Біосферного заповідника «Асканія-Нова». — Асканія-Нова, 2000. — С. 67-78.
- Поліщук І. К. Літня фауна кажанів: дослідження з ультразвуковим детектором // Міграційний статус кажанів в Україні. Novitates Theriologicae. — Київ: Укр. теріол. Т-во НАН України, 2001. — Вип. 6. — С. 102–105.
- Поліщук І. К. Мисливська фауна ссавців Біосферного заповідника «Асканія-Нова» та її динаміка // Вісник Луганськ. держ. пед. ун-ту ім. Т. Шевченка. Біол. науки — 2002. — № 1 (45). — С. 29-32.
- Поліщук І. К. Критичні зауваження до «Червоного списку Херсонської області» та стан популяцій видів герпето- і теріофауни Біосферного заповідника «Асканія-Нова» з охоронних списків державного та міжнародного значення// Вісті Біосферного заповідника «Асканія-Нова». — 2003. — Т. 5 — С. 126–135.
- Полищук И. К. Временный кризис или предзнаменование очередного краха популяции степного сурка в Аскании-Нова? //Мат. научно-практ. конф. (г. Харьков — с. Гайдары, 20-22 октября 2005 г.) — Харьков: Харьк. нац. ун-т им. В. Н. Каразина, 2005 — С. 99-100.
- Полищук И. К., Реут Ю. О. Вплив господарської діяльності на розміщення нір хижих ссавців Carnivora у природному ядрі Біосферного заповідника «Асканія-Нова» та спектр кормів лиса звичайного Vulpes vulpes Linnaeus, 1758 // Вісті Біосферного заповідника «Асканія-Нова». — 2005. — Т. 7. — С. 123–130.
- Поліщук І. К. Деякі аспекти впливу нориць гуртових Microtus socialis Pallas, 1773 на рослинність заповідного степу «Асканія-Нова»// Вісті Біосферного заповідника «Асканія-Нова». — 2005. — Т. 7. — С.89-101.
- Полищук И. К. Влияние сенокошения и выпаса на трансформацию культуры костра безостого (Bromopsis inermis (Leys.) Holub) в Аскании-Нова // Заповідні степи України. Стан та перспективи їх збереження. Матер. Міжнар. наук. кон-ції. (18-22 вересня 2007 р., смт Асканія-Нова) — Армянськ: ПП Андрєєв О. В., 2007. — С. 80-82.
- Поліщук І. К. Історичні зміни в населенні земноводних, плазунів та дрібних ссавців Біосферного заповідника «Асканія-Нова»//Вісті Біосферного заповідника «Асканія-Нова». — 2008. — Т. 10. — С. 90-102.

## джерела
- [Архівовано 25 січня 2018 у Wayback Machine.] Рада школи // Теріологічна школа: вебсайт Українського теріологічного товариства
- Поліщук Ігор Костянтинович // Лабораторія моніторингу заповідного степу. Біосферний заповідник Асканія-Нова
- Дрогобич Н.Ю. Поліщук Ігор Костянтинович (до 50-річчя з дня народження) // Вісті Біосферного заповідника Асканія-Нова. - 2002. - Том 4. - С. 205.